# Vandervoort
Vandervoort é uma cidade  localizada no estado americano de Arkansas, no Condado de Polk.

## Demografia
Segundo o censo americano de 2000, a sua população era de 120 habitantes.
Em 2006, foi estimada uma população de 120, um aumento de 0 (0.0%).

## Geografia
De acordo com o United States Census Bureau, a localidade tem uma área de 0,7 km², sem área coberta por água. Vandervoort localiza-se a aproximadamente 377 m acima do nível do mar.

## Localidades na vizinhança
O diagrama seguinte representa as localidades num raio de 32 km ao redor de Vandervoort.